# Euphorbia nicaeensis
Euphorbia nicaeensis és una espècie fanerògama pertanyent a la família de les euforbiàcies endèmica del nord d'Àfrica, sud d'Europa fins a Turquia. La subespècie E. nicaeensis subsp. nicaeensis d'aquesta lleteresa rep en català els noms de llerca, herba de les berrugues, herba de llet, llet de bruixa, lletera de Niça, lletera groga, mal d'ulls, lleteresa nicenca o lleterola de bosc.
Planta sufruticosa, que es caracteritza per presentar les seves tiges erectes, simples, en general afil·les i cobertes de cicatrius foliars en la major part de la seva longitud, les seves fulles, d'un gris glauc, són patents, de més de 2,5 cm de longitud, disposades en rosetes apicals, i inflorescències amb més de 5 radis. Resulta molt característic el color ocre-ataronjat de les seves tiges. Euphorbia nicaeensis va ser descrita per Pax i Bruyns i publicat en Flora Pedemontana 1: 285. 1785.